# بونتيكيو بوليزيني
بونتيكيو بوليزيني (بالإيطالية: Pontecchio Polesine)‏ هي بلدية في مقاطعة رفيغة في منطقة فنيتة، شمال إيطاليا. تقع على بعد 60 كيلومترًا (37 ميلًا) جنوب غرب مدينة البندقية و6 كيلومترات (4 ميل) جنوب شرق رفيغة.